# Crime d'amour (film, 1935)
Pour les articles homonymes, voir Crime d'amour (homonymie).
Pour plus de détails, voir Fiche technique et Distribution.
Crime d'amour est un film français réalisé par Roger Capellani, sorti en 1935.

## Fiche technique
- Titre : Crime d'amour
- Réalisation : Roger Capellani
- Scénario : Marcel Allain, d'après son roman[1]
- Production : Filmtac
- Pays de production :  France
- Durée : 51 minutes
- Date de sortie : 
  - France : 12 juillet 1935

## Distribution
- Robert Ancelin
- Lucien Arnaud
- Lilian Constantini
- Gaston Modot